# Palais d'État (Kenya)
Pour les articles homonymes, voir State House.
Le palais d'État du Kenya (Kenya State House) est la résidence officielle du président de la république du Kenya. Elle était connue à l'origine sous le nom de palais du Gouvernement (Government House).
Le bâtiment fut construit en 1907 à Nairobi pour servir de résidence officielle au gouverneur de l'Afrique orientale britannique, à l'époque où le Kenya était une colonie de la Couronne. Le gouverneur conduisait jusqu'alors ses fonctions officielles depuis le Provincial Commissioner's office (actuellement un monument national) à côté de la Nyayo House.
Après l'indépendance, le palais du Gouvernement fut rebaptisé en « palais d'État ». Bien qu'il soit toujours la résidence officielle du chef de l'État, en pratique, il est devenu un bureau administratif fournissant de façon occasionnelle un hébergement aux visiteurs officiels et aux réceptions pour la fête nationale. Cet usage a prévalu pendant les présidences de Jomo Kenyatta et de Daniel Arap Moi, qui préféraient leur résidence privée au palais d'État.
Le palais d'État est bâti à Nairobi sur un terrain de 3 km2, se trouve à dix minutes en voiture du centre-ville. Il existe d'autres palais d'État (et résidences d'État) dispersées à travers le pays pour fournir l'hébergement au président kényan quand celui-ci se déplace en dehors de la capitale.